# 鞍馬寺
鞍馬寺（くらまでら）是位在日本京都府京都市左京區的寺院，鞍馬弘教總本山。山號「鞍馬山」。本尊「尊天」（毘沙門天王・千手觀世音菩薩・護法魔王尊之三身一體）、開基（創立者）為鑑禎。
鞍馬是牛若丸（源義經）修行之地，也是大佛次郎的小說『鞍馬天狗』的舞台而有名。

## 關連項目
- 鞍馬山鋼索鐵道

## 外部連結
- 鞍馬寺 （页面存档备份，存于）